# La Deseada
La Deseada (en francés: La Désirade) es una isla de Francia en el mar Caribe perteneciente a la región de ultramar, situada en la comuna del mismo nombre y departamento de Guadalupe, en las Antillas Menores.
Tiene una superficie de 21,42 km² y una población de 1465 habitantes en 2016, con una densidad de población de 74,4 habitantes por km² en ese mismo año. La mayoría de los residentes vive en el asentamiento de Beauséjour.

## Toponimia
La Deseada o Desirade fue la primera tierra avistada, 21 días después de dejar las Islas Canarias, por Cristóbal Colón y sus marineros durante su segundo viaje en 1493. Algunas fuente indican que la isla debe su nombre al alivio de los miembros de la tripulación que vieron la primera tierra firme desde su salida de las Islas Canarias. Gritaron: "Oh, isla deseada..." el nombre en francés La Désirade es un traducción literal del nombre histórico en español.

## Historia
Hay un conjunto de evidencias arqueológicas en la isla de presencia amerindia del siglo III hasta el siglo VI.

### Colonización española

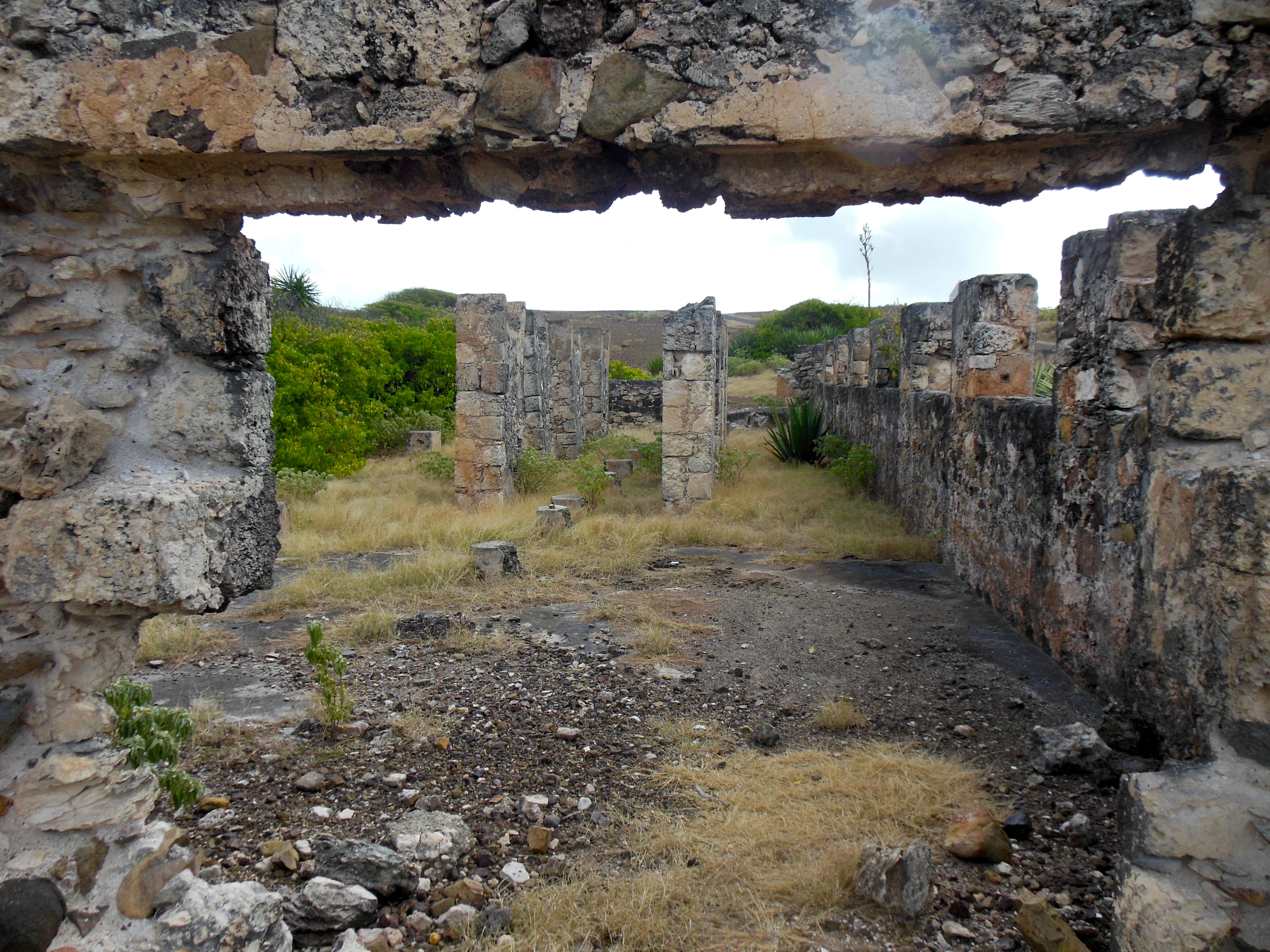
Ruinas de la Plantación de Algodón

Deseada fue la isla primera isla avistada por Cristóbal Colón en 1493. Al desembarcar en ella durante su segundo viaje a América tomó posesión en nombre de la corona de España y seguidamente de la isla Marigalante. Al igual que otras islas antillanas, sirvió como escondite para los piratas o corsarios que atacaban las posesiones españolas de ultramar.

### Colonización Francesa
La Désirade perteneció primero a la isla de Dominica y después se convirtió en una dependencia de Guadalupe en 1648, cuando se instalan algunas plantaciones de algodón. Sirvió también de escondite para los piratas que atacaban los territorios españoles de ultramar. Les Galets fue un lugar de destierro para los delincuentes de Grand-Terre y para algunos nobles de la metrópoli. En el siglo XVIII, se fundó un hospital de leprosos en Baie-Mahault, en el extremo oriental de la isla. Los pacientes sufrieron condiciones de vida difíciles, y este centro finalmente cerró sus puertas en 1952.
En los pocos metros cuadrados de la "Place du Maire mendiant", llamada así en memoria de Joseph Daney de Marcillac, recordado por recorrer ''incansablemente'' Guadalupe para financiar la reconstrucción de la isla tras el gran ciclón de 1928, se encuentra la iglesia de Notre-Dame du bon secours, flanqueada por su campanario y un altar mayor de peral macizo, el pequeño ayuntamiento, el busto del heroico Victor Schœlcher, los cañones y un monumento a los muertos en homenaje a los antiguos marineros fallecidos, que recuerda el lugar primordial que ocupa la pesca en la economía de la isla. Todos los años, el 16 de agosto, se celebra una fiesta de pescadores con una procesión.

### Historia reciente
Cuando durante el gobierno de Nicolas Sarkozy se declaró,  la apertura de los États-Généraux de l'Outre-mer ("Estados Generales de Ultramar"). Se crearon varios grupos de estudio, uno de los cuales se ocupó de la gobernanza local, llevado a concebir un proyecto de modificación institucional o un nuevo estatuto de Guadalupe con o sin emancipación de sus últimas dependencias. Paralelamente se abrieron las conferencias de las "islas del sur" (nombre de las últimas dependencias de Guadalupe) (Marie Galante, les Saintes y la Désirade). Los problemas comunes a estas islas se expusieron en seis grupos de estudio: la igualdad de oportunidades, la continuidad territorial, la gobernanza local, el desarrollo económico local, la inserción por la actividad y el turismo.
En ese entonces se propuso la eliminación de la Dependencia de estas islas de Guadalupe y que el colectivo de las islas del sur de Guadalupe se integraran en una nueva entidad sobre la base del artículo 74 de la constitución francesa.
Les Saintes, al igual que Marie Galante, aspira a la creación de una colectividad de ultramar para cada entidad de las islas del Sur, o a la combinación de las tres dependencias  (incluyendo La Deseada), en el mismo plan que las antiguas islas del Norte de Guadalupe (Saint-Barthélemy y Saint-Martin). Marie-Luce Penchard, originaria de Guadalupe, incorporada a la cartera gubernamental de Ultramar el 23 de junio de 2009 y nombrada Ministra de Ultramar el 6 de noviembre de 2009, se opuso frontalmente al proyecto inicial de su predecesor y  retrasa su aplicación, que quedó paralizada.

## Geografía
La isla está a alrededor de 8 kilómetros de la costa de Grande-Terre, la mitad oriental de la isla de Guadalupe. La Désirade tiene una longitud de 11 kilómetros y una anchura de 2 kilómetros.

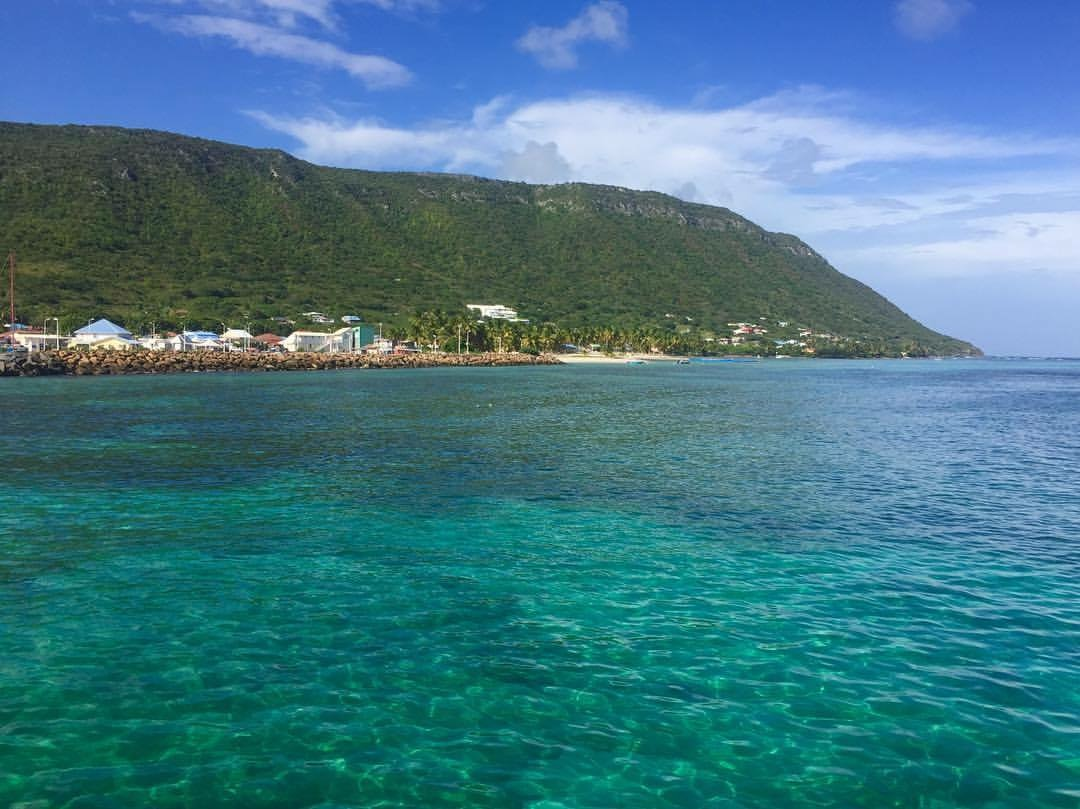
Costa de la Isla La Deseada

Désirade es una isla alargada de piedra caliza de siete millas de longitud por dos kilómetros de ancho o de 22 km², que forma una amplia meseta inclinada hacia el noroeste. La «Grande Montagne» (Gran Montaña), que alcanza 275 metros sobre el nivel del mar, es su punto culminante. Las costas más accidentadas del litoral se encuentran al norte y al este, y están a menudo rodeadas de acantilados blancos.
Unos cayos de coral (arrecifes de coral) protegen la zona de Beauséjour, al sureste de la isla. Cadenas de arrecifes existen en la costa sur, en la bahía ensenada de Mahault, la cala de Petite Riviere y Grande Anse.
El relieve no favorece la condensación de agua. La tierra es árida y ventosa, condiciones desfavorables para la agricultura. La isla se abastece de agua potable a partir de Grande-Terre.

### Flora y fauna
La isla se encuentra en un estado prístino, y está en parte bajo la Reserva natural nacional de La Deseada (Réserve naturelle nationale de La Désirade). Ofrece una buena oportunidad de ver una fauna variada y a menudo rara. Aunque el suelo árido de la meseta de La Montagne no permite el cultivo más allá del nivel de subsistencia, la vegetación natural es sorprendentemente rica y variada.

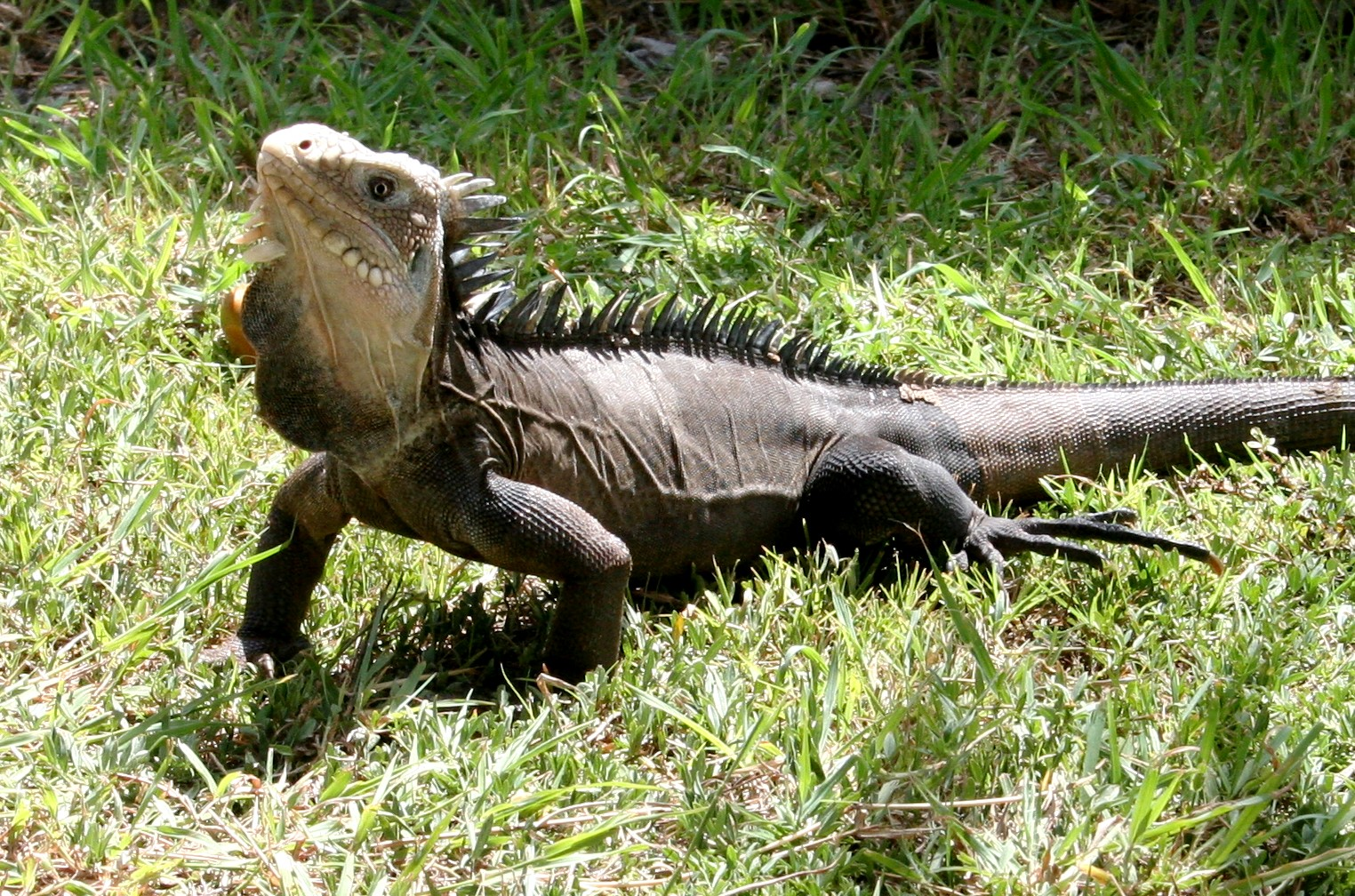
Iguana delicatissima en la Isla La Deseada

Algunas de las especies vegetales que se encuentran son el gaïac (Guaiacum officinale), el mapou (Myrsine australis) y el anacardo (Anacardium occidentale), así como una especie protegida de cactus llamada "tête à l'Anglais" (en referencia a su similitud con los sombreros de piel de oso de la Guardia de la Reina Británica). En esta misma región habitan también especies animales raras como un tipo de petirrojo llamado "bicloitin", un roedor tropical de pelaje marrón y anaranjado brillante llamado "agouti" y la iguana de las Antillas Menores.
Los dos islotes de Petite Terre (Terre de Bas, el mayor de los dos, y Terre de Haut) fueron designados reserva natural en 1998. Los dos islotes están separados por una laguna de 200 metros de ancho y se encuentran a unas siete millas de La Deseada, a la que pertenecen administrativamente. En 1974, el farero y su familia, los últimos residentes, abandonaron Petite Terre debido a la automatización del faro. 
En épocas anteriores, hubo hasta 50 habitantes que vivían en los islotes. En la actualidad, este diminuto archipiélago, rodeado de aguas transparentes y enormes arrecifes de coral, está habitado por iguanas (Iguana delicatissima), originarias de las Antillas Menores. Petite Terre alberga especies raras de aves como el charrán mínimo (Sternula antillarum), el ostrero americano (Haematopus palliatus), así como varios tipos de correlimos. Dos especies de tortugas, la tortuga verde (Chelonia mydas) y la tortuga boba (Caretta caretta), acuden a los islotes para desovar. El turismo está regulado por la Oficina Nacional de Bosques, en colaboración con la asociación désirade de Ti Tè.

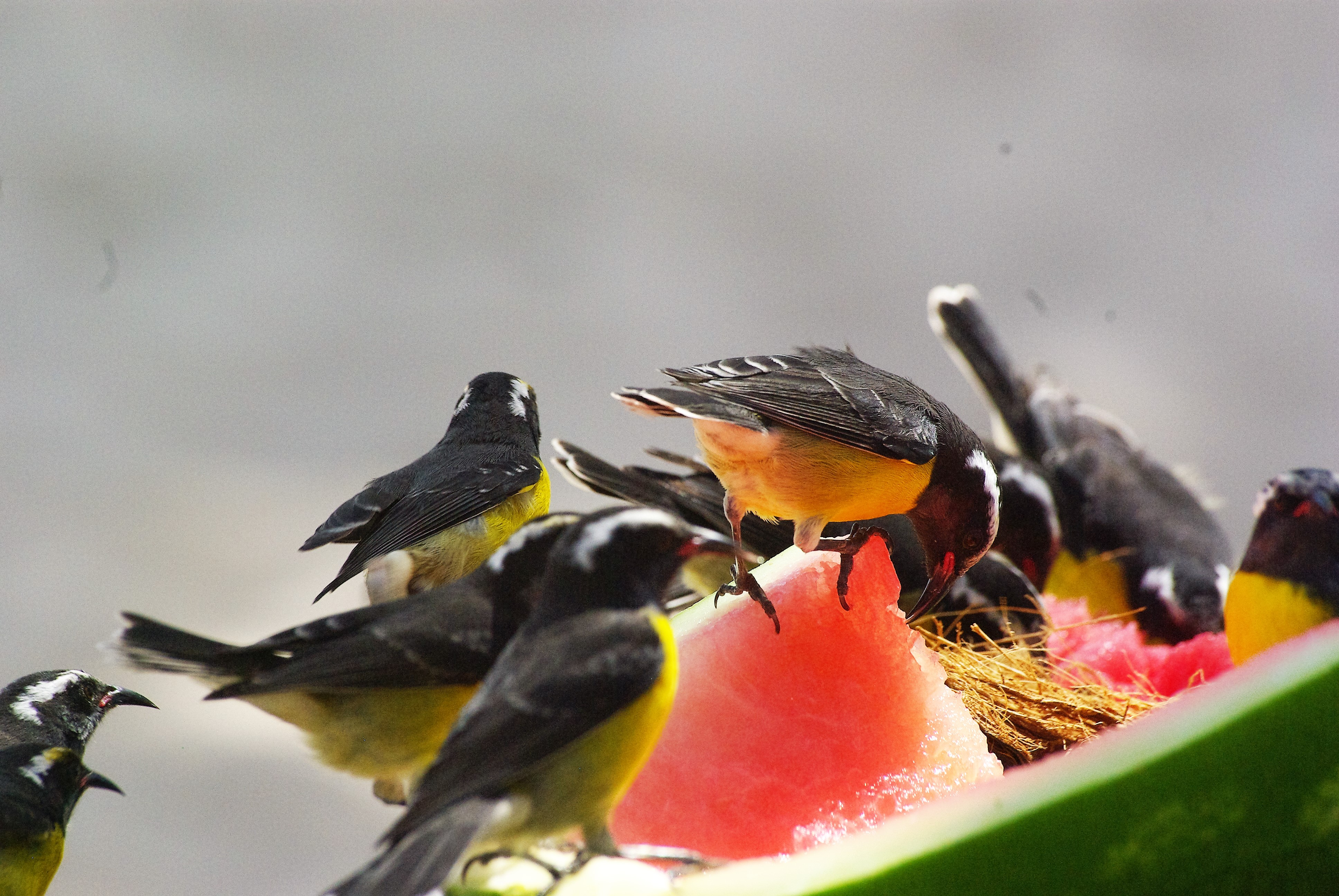
Aves en Petite-Terre

### Principales asentamientos

#### Beauséjour
El principal asentamiento de la isla es el pueblo de Beauséjour, que cuenta con una oficina de correos, una biblioteca, varias tiendas de comestibles y restaurantes, así como la iglesia católica de la comunidad, famosa por su altar tallado en madera de peral cultivado en la zona. La plaza central del pueblo lleva el nombre de "La Place du Maire mendiant" ("La plaza del alcalde mendigo"), en recuerdo de un querido personaje local. El "alcalde mendigo" era el apodo que se le dio a un antiguo alcalde, Joseph Daney de Marcillac, que, tras un terrible incendio que destruyó la mayor parte del pueblo en 1922, fue de puerta en puerta por Guadalupe pidiendo fondos y materiales de construcción para reparar las dos escuelas primarias del pueblo.
Cerca de la plaza, se encuentra una estatua del abolicionista francés Victor Schœlcher, así como un monumento en memoria de los pescadores que perecieron en el mar y el ayuntamiento, construido al estilo del arquitecto Ali Tur.

#### Anse de Galets
Esta pequeña bahía está situada en el extremo occidental de la isla, frente a la Pointe des châteaux. Punto de partida de la colonización de la isla, esta cala fue también el hogar de todos los exiliados del siglo XVIII.

## Gobierno y Política

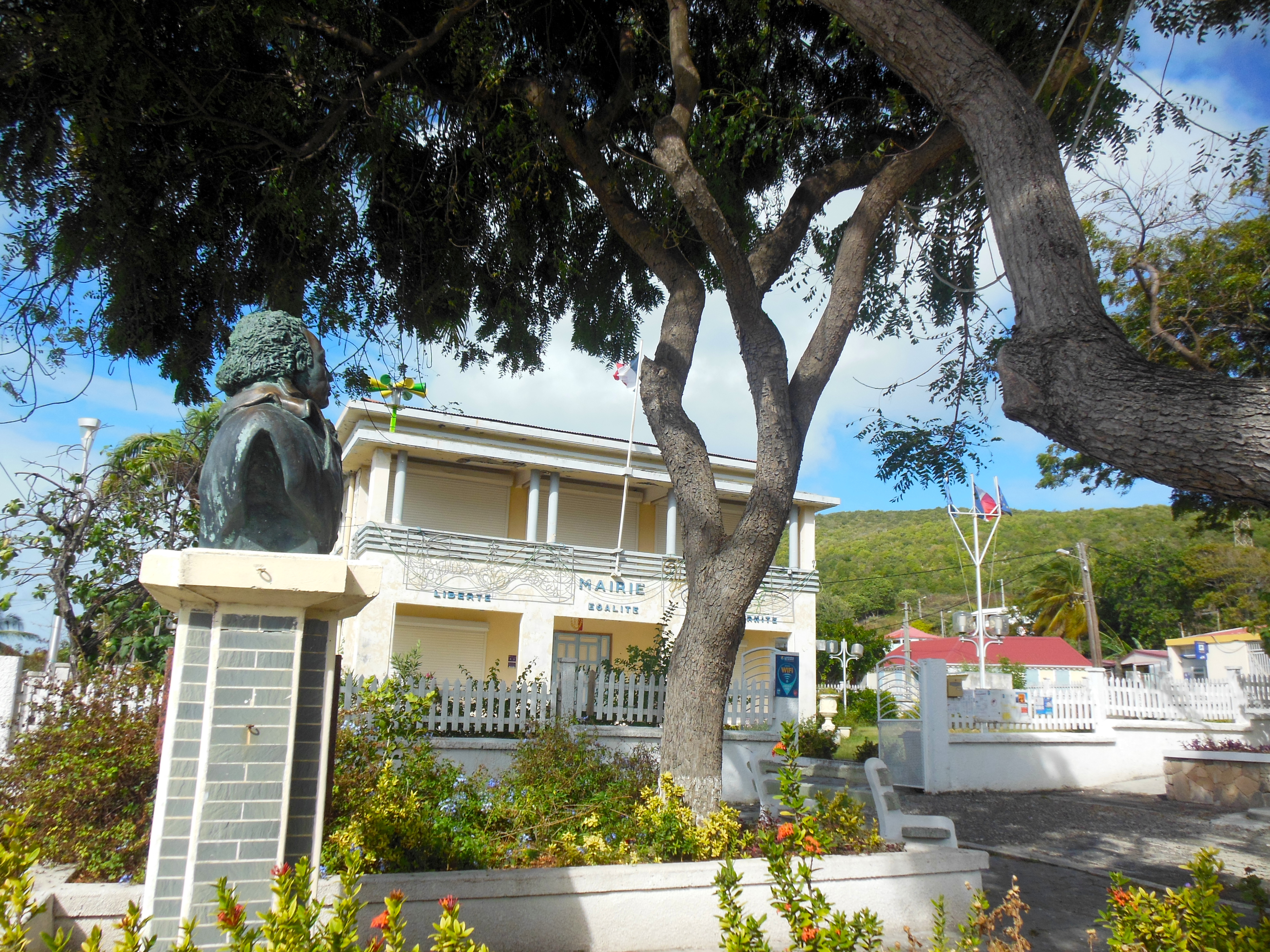
Edificio del Ayuntamiento o Alcaldía de La Deseada

Administrativamente, la isla de La Désirade Forma parte del departamento de Guadalupe, que es uno de los departamentos y territorios de ultramar de Francia (en las llamadas informalmente Antillas Francesas). La administración local es llevada a cabo por la comuna local (municipio). El municipio de La Désirade incluye también las islas deshabitadas de la Petite Terre, que se encuentran en las cercanías.

## Energía
En la Désirade que esta especialmente expuesta a los vientos alisios, se instaló en 1993 el primer parque eólico anticiclónico del departamento de Guadalupe, con 20 aerogeneradores de 25 kW cada uno que sobresalen del tramo de la Souffleur. Estos aerogeneradores podían plegarse cuando se acercaban los ciclones, gracias a una técnica que se probó por primera vez en la isla. Posteriormente fueron sustituidos por 6 aerogeneradores de última tecnología, menos ruidosos y capaces de producir una potencia nominal de 275 kW cada uno con vientos suaves.
El segundo emplazamiento estaba situado en las alturas de la sección Baie Mahault: 35 aerogeneradores de 60 kW.
La electricidad producida por los parques eólicos de La Désirade es de 3,8 mW; se inyecta en la red eléctrica de Guadalupe a través de un cable submarino porque supera ampliamente el consumo de los habitantes locales.

## Agua
Hasta 1991 no se conectó La Désirade a la red de agua de la Guadalupe continental. Antes, los habitantes utilizaban el agua de lluvia recogida en cisternas y sacaban agua de los manantiales de la isla. Desde la rotura del cable submarino que suministraba electricidad a la isla por el huracán Dean en agosto de 2007, el ayuntamiento intentó mejorar su autonomía respecto al continente. Por ello, se rehabilitarón las cisternas comunitarias y se animó a los particulares a instalar cisternas individuales.

## Transporte
El gobierno municipal de La Désirade puso en marcha en noviembre de 2012 un servicio de autobuses llamado Désirbus. Dos minibuses (de 9 y 17 plazas/asientos) y cinco conductores realizan rotaciones entre las 5:10 y las 18:30 horas, domingos y festivos incluidos.
Las embarcaciones marítimas operan desde la isla hasta Grande-Terre y, concretamente, hasta el municipio de Saint-François. Y la isla también es accesible mediante avionetas turísticas que pueden hacer rotaciones en el aeródromo de La Désirade de Grande-Anse, principalmente desde el aeropuerto Guadalupe-Polo del Caribe.

## Cultura

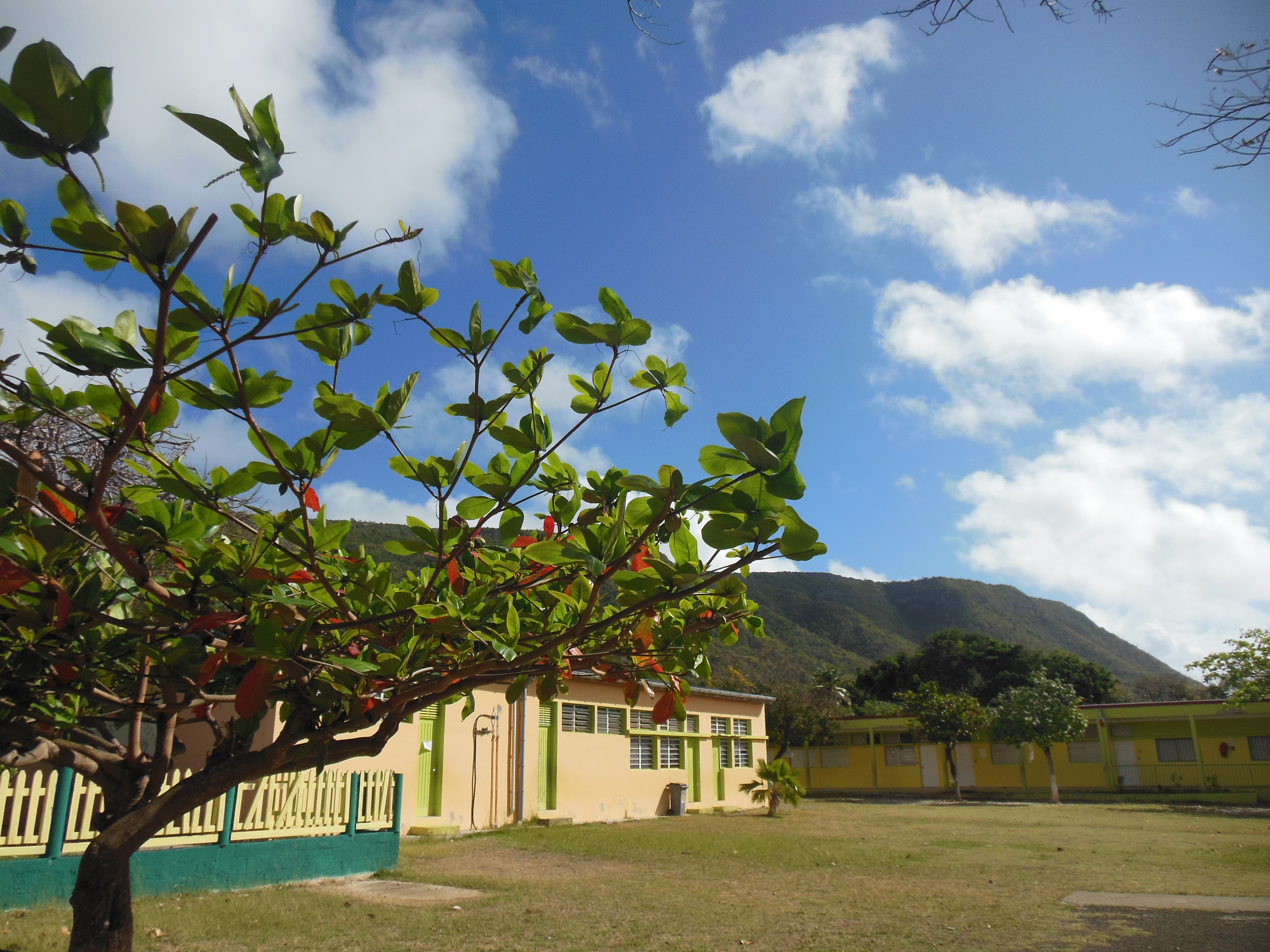
Escuela pública en la Isla

### Festivales
El 16 de agosto se celebra la ceremonia anual de conmemoración de los marineros. Se realiza una gran procesión en la que el "Le Vétéran", una maqueta de barco que normalmente se guarda en la iglesia católica de la ciudad (Notre Dame de l'Assomption), desfila por todo Beauséjour. Aunque la ceremonia en sí sólo dura un día, los días previos y posteriores suelen ser también festivos, con desfiles y fiestas. Personas de toda Guadalupe y otras partes de Francia acuden a la isla para participar en el evento.
Todos los años, durante el fin de semana de Pascua, se celebra la "Fiesta de la Cabra". En torno a la celebración de la comida favorita de la isla, se celebran varios conciertos, producciones y programas en toda la isla.

### Cocina
La isla es famosa por su marisco fresco, que en gran parte va directamente de los barcos de pesca a los restaurantes locales. Además, las langostas y los mariscos que abundan en Désirade son cada vez más escasos en toda Guadalupe. También hay muchas recetas tradicionales de cabra, como el curry y los guisos, que constituyen una gran parte de la cocina de la isla. En cuanto a los postres, el anacardo es una especialidad particular que puede consumirse solo, con helado o en bebidas a base de ron.

### Monumentos y lugares turísticos

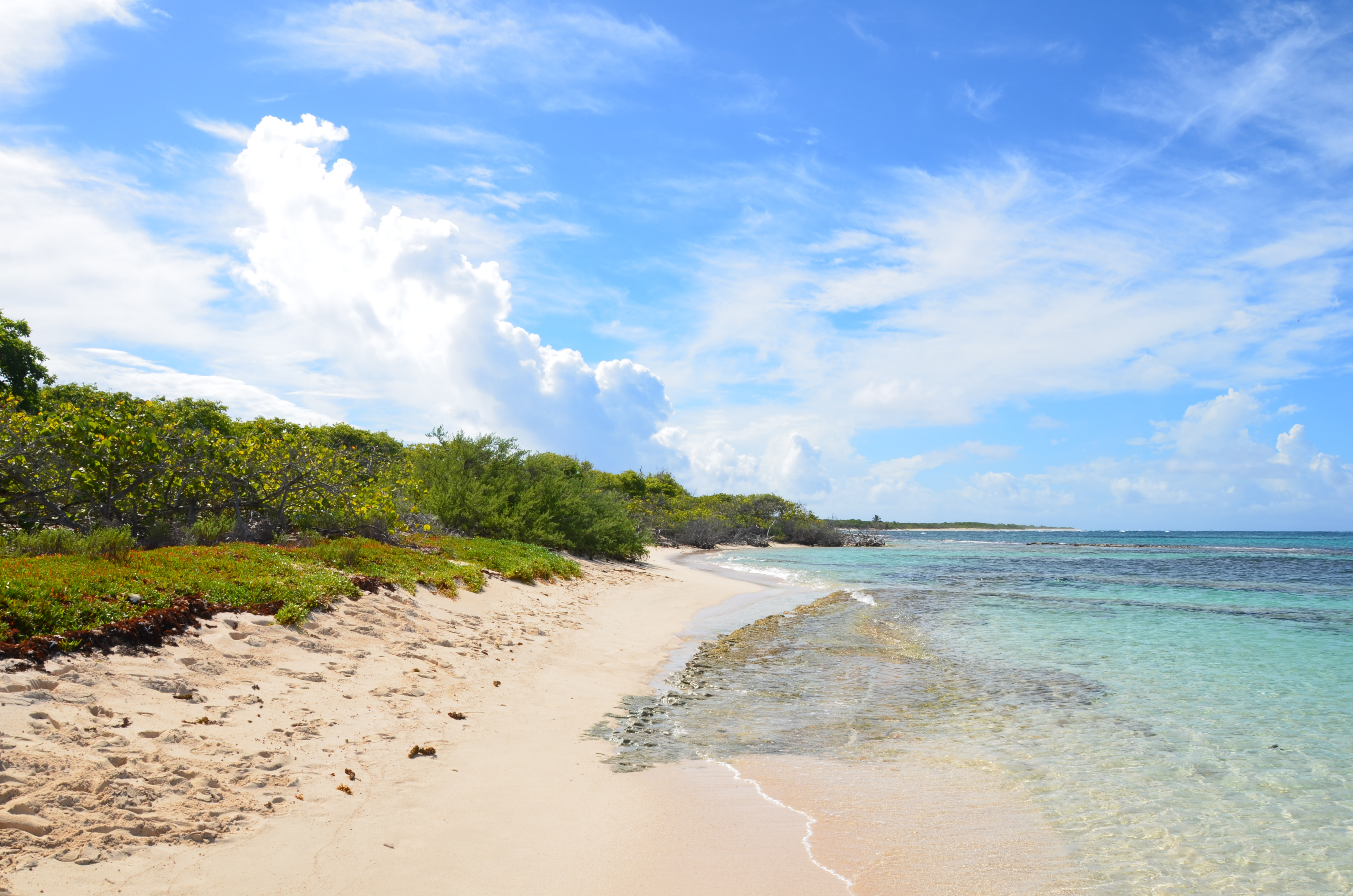
Reserva natural de las Islas Petite Terre

- La reserva natural nacional de las islas de Petite-Terre
- El faro de Pointe Doublé
- La antigua estación meteorológica de Pointe Doublé (catalogada como monumento histórico)[14]

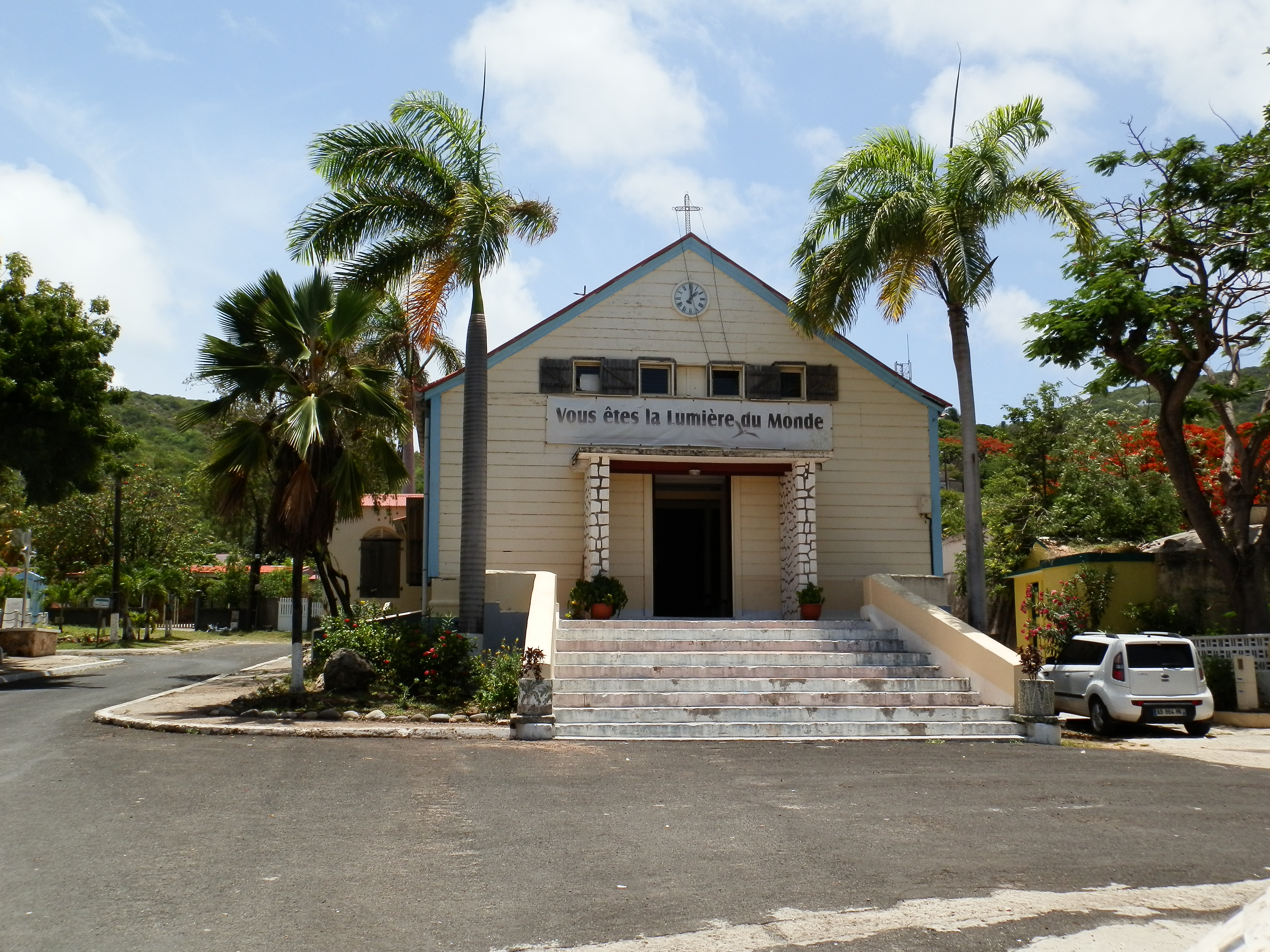
Iglesia de Nuestra Señora del Buen Socorro (Notre-Dame du Bon-Secours)

- El cementerio marino de Beauséjour
- Las playas de Grande-Anse, Souffleur y Baie-Mahault.
- Las ruinas de la leprosería y el antiguo molino de algodón
- La iglesia de Notre-Dame-du-Bon-Secours, construida en 1754 y modificada tras los ciclones de 1899 y 1928. En 1935 se añadieron un campanario y dos capillas. En el interior, el altar es de madera de peral en bruto.
- La capilla de Notre-Dame-du-Calvaire, construida en 1905. Última parada del Vía Crucis, el lugar ofrece una vista única de la Désirade y de las islas circundantes.
- Varias espacios con vistas panorámicas alrededor de la isla y los acantilados de la costa norte.